# سونیه
سونیه (به انگلیسی: Sunye)با نام اصلی میه سان-یه (به انگلیسی: Min Sun-ye)(زاده ۱۲ اوت ۱۹۸۹) خواننده کره‌ای است.
او عضو گروه واندر گرلز بود.